# Conimbricenses
Dá-se o nome de Conimbricenses a um conjunto de comentários a várias obras de Aristóteles, que compendiavam o conhecimento filosófico, editados em Coimbra e Lisboa entre 1592 e 1606, com o título de Comentarii Collegii Conimbricencis Societatis Iesu. Destinavam-se ao curso de Filosofia do Colégio das Artes de Coimbra, a cargo dos jesuítas desde 1555.

## Origem e formação
A sua origem remonta ao costume da altura de os estudantes gastarem todo o tempo das aulas a escreverem o ditado dos mestres, perdendo a disponibilidade para questões e debate oral. Perante isto, surgiu a ideia de publicar compêndios com esses ditados, que evitariam assim muito trabalho a estudantes e professores. A ideia foi bem vista pelo visitador dos jesuítas, que encarregou uma comissão de publicar tais ditados. Da comissão fazia parte o Pe. Pedro da Fonseca, auxiliado por outros professores, mas, ocupados com outros trabalhos, não chegaram a redigir o desejado compêndio.
O Pe. Luís de Molina chegou a sugerir que as suas obras fizessem parte do referido curso, mas isso não se compaginava com uma obra que se pretendia colegial e não individual. Ele, porém, considerou que era discriminado por ser estrangeiro.
Após estes atrasos, foi encarregado de coligir as matérias e dar-lhes forma para imprimir o Pe. Manuel de Góis, que não só recolheu o material existente, mas lhe deu forma própria, baseada na sua experiência como professor, de modo que alguns o consideram autor dos primeiros volumes dos Conimbricenses. No entanto, a autoria pertence ao Colégio da Companhia de Jesus, mais conhecido como Colégio das Artes.
Os Conimbricens eram jesuítas que assumiram a liderança intelectual no mundo católico romano ultrapassando os dominicanos no início do século XVI. Entre eles estavam  Luis de Molina (1535-1600), Francisco Suárez (1548-1617) e (na Itália) Giovanni Botero (1544-1617).

## Conteúdo
Parecia conveniente que os comentários começassem pela Lógica, mas como os outros estavam mais adiantados, a publicação teve início pelo comentário à Física, seguindo-se o Céu, os Meteoros, e Parva Naturalia, tudo respeitante à ciência físicas, astronómicas e naturais. Seguiu-se o comentário à Ética a Nicómaco, o da Geração e Corrupção, relativo à vida e à morte, o da Alma, dedicado à psicologia, que incorporava um tratado Da Alma Separada, da autoria de Baltasar Álvares e o Tratado sobre os Cinco Sentidos, de Cosme de Magalhães. Faltavam ainda dois tratados, o da Lógica e o da Metafísica. O primeiro foi publicado em 1606, com a autoria de Sebastião do Couto. O da Metafísica não chegou a ver a luz do dia. Como os primeiros quatro tratados, ainda que independentes, tivessem sido publicados num só volume, os Conimbricenses apresentam-se em cinco tomos.
A exposição consistia, na maior parte dos tratados, no comentário ao texto de Aristóteles, que se apresentava no centro da página, na sua versão latina, ou, nalgumas edições, sobretudo estrangeiras, na original grega. Mas, em vários lugares, inseriam-se questões, que conduziam à resolução dos problemas, seguindo o método escolástico de apresentação de provas e refutação de objecções.

## Críticas
As críticas feitas aos Conimbricenses prendem-se com um certo conservadorismo, falta de abertura de espírito, que os deixava um pouco presos aos modelos aristotélicos e escolásticos, num tempo em que se abriam horizontes, sobretudo no campo das ciências naturais, enriquecidas pelos descobrimentos e pelas descobertas científicas que então se iniciavam. Contudo, nisto os Conimbricenses participavam do movimento geral do pensamento, que só muito mais tarde cortou com as categorias aristotélicas. As mais importantes descobertas científicas, aliás, só se fizeram depois da publicação destes importantes compêndios.

## Importância
Os Conimbricenses conheceram uma grande difusão na Europa, a partir da rede de escolas dirigidas pelos jesuítas, e chegaram a ser traduzidos até para língua chinesa. “Apogeu da elaboração metafísica portuguesa”, podemos considerá-los justamente um dos mais importantes capítulos da história cultural de Portugal. Os Conimbricenses conheceram diferentes reimpressões em vários países e fizeram parte da formação de importantes vultos filosóficos, entre os quais se destaca o nome de Descartes. 